# アーケイド・ファイア
アーケイド・ファイア（Arcade Fire）は、カナダのインディー・ロックバンド。ケベック州モントリオール出身。

## 来歴
1999年、マギル大学へと進学するためウィンがモントリオールへ移住。そこで出会ったハイチ系難民二世のレジーヌ・シャサーニュと意気投合、ウィンの実弟ウィルを引き込んで前身バンドアーケイド・ファイア：MKIを結成。モントリオール及びトロントを中心としてライブ活動を続ける。
2003年、自主制作によるEP『アーケイド・ファイア』でレコード・デビュー。またこの年にウィンとレジーヌが結婚し、夫婦となる。EP発表後にバンドは一旦解体し、中心メンバーであるウィン、レジーヌ、ウィルそしてリチャードを核に再編成され、アルバムのレコーディングに臨む。
2004年、アメリカのインディーズ・レコード・レーベルであるマージ・レコードから初のフル・アルバム『フューネラル』をリリース。同作は、メタクリティックによると33の批評媒体から100点満点中平均90点という極めて高い評価を得たほか、また同レーベルの作品としては初めてのBillboard 200（アルバム総合チャート）へのランクインを果たした。
2005年には『フューネラル』がグラミー賞のベスト・オルタナティブ・ミュージック・アルバムにノミネート、また同アルバム収録曲の一つ「ウェイク・アップ」がU2のライブ「VERTIGO TOUR」オープニングに使用される。8月にはサマーソニック'05にて初来日を果たした。またこの年、新たなアルバムの録音のため、ケベック州の外れに教会を購入している。
2006年にはアルバムの録音に入り、特に年後半は、製作作業のほとんどをレコーディング･スタジオとして改修された教会で行っている。
2007年3月に2ndアルバム『ネオン・バイブル』をリリース。コーチェラやレディング、リーズ等、各地のロック・フェスティバルにも出演。
2008年には『ネオン・バイブル』で再度グラミー賞ベスト・オルタナティブ・アルバムにノミネート。2月には待望の単独来日公演が実現、大阪なんばHatch、名古屋Club Diamond Hallそして東京新木場STUDIO COASTの三箇所にてライブを行った。また、3月にはアメリカ大統領選挙予備選中のバラック・オバマ支援のため、オハイオ州ネルソンヴィルにて2日間の無料ライブを開催した。
2009年4月、『ネオン・バイブル』のレコーディング風景やツアーの模様などを収録した映像作品『MIROIR NOIR-NEON BIBLE ARCHIVES』をリリース。
2010年8月、3rdアルバム『ザ・サバーブス』をリリース。同アルバムはイギリスで全英アルバムチャートで1位を記録し、またアメリカでも発売最初の週で156,000枚を売り上げてBillboard 200チャートで1位を獲得。英米チャート制覇を成し遂げる。また、マージからリリースされたアルバムで初の1位獲得作品となった。第53回グラミー賞では最優秀アルバム賞を受賞した。
2013年10月、バンド初の二枚組作品となる4thアルバム『リフレクター』をリリース。プロデュースは元LCDサウンドシステムのジェームス・マーフィーが行った。
全米・全英両チャートで1位を獲得したほか、ローリング・ストーンがこの年の年間ベストアルバムランキングの5位に、NMEが同7位に、ピッチフォーク・メディアが同10位にそれぞれ選ぶなど、批評的にも成功を収めた。
2014年7月、6年ぶりに来日し、フジ・ロック・フェスティバルにヘッドライナーとして初出演を果たした。

## メンバー
現メンバー
- ウィン・バトラー（Win Butler） – リード・ボーカル、バッキング・ボーカル、ギター、ピアノ、キーボード、ベース、マンドリン（2001年 - ）
- レジーヌ・シャサーニュ（Régine Chassagne） – バッキング・ボーカル、リード・ボーカル、アコーディオン、ピアノ、キーボード、ハーディ・ガーディ、リコーダー、ドラム、パーカッション（2001年 - ）
- リチャード・パリー（Richard Reed Parry） – ギター、ベース、ダブルベース、ピアノ、キーボード、シンセサイザー、オルガン、チェレスタ、アコーディオン、ドラム、パーカッション（2003年 - ）
- ティム・キングズベリー（Tim Kingsbury） – ベース、ギター、ダブルベース、バッキング・ボーカル（2003年 - ）
- ジェレミー・ギャラ（Jeremy Gara） – ドラム、パーカッション、ギター、キーボード（2004年 - ）

旧メンバー
- ジョシュ・デュー（Josh Deu） – ギター（2001年 - 2003年）
- ブレンダン・リード（Brendan Reed） – タップダンス、ドラム、パーカッション、ボーカル（2001年 - 2003年）
- デイン・ミルズ（Dane Mills） – ベース、ドラム、パーカッション、足踏み（2001年 - ）
- ティム・カイル（Tim Kile） – ギター（2001年 - ）
- マイルズ・ブロスコー（Myles Broscoe） – ベース（2002年 - ）
- ウィル・バトラー（Will Butler） – シンセサイザー、ベース、ギター、パーカッション、シタール、パンパイプ、トロンボーン、オムニコード、ミュージックソー、コンサーティーナ、クラリネット、（2003年 - 2021年）
- ハワード・ビラーマン（Howard Bilerman） – ドラム、パーカッション、ギター（2003年 - 2004年）

### サポート・メンバー
現メンバー
- サラ・ニューフェルド（Sarah Neufeld） – ヴァイオリン、ピアノ、キーボード、シンセサイザー、タンバリン、シロフォン、バッキング・ボーカル（2003年 - 2013年《正式なメンバーとして》、2013年 - 《サポート・メンバーとして》）
- ポール・ボーブラン（Paul Beaubrun） – キーボード、ギター、コンガ、ジャンベ（2022年 - ）
- ダン・ベックナー（Dan Boeckner） – ギター、シンセサイザー他（2022年 - ）
- エリック・ハイグル（Eric Heigle） – キーボード、ギター、コンガ、ジャンベ（2022年 - ）

旧メンバー
- オーウェン・パレット（Owen Pallett） – ヴァイオリン、キーボード、バッキング・ボーカル（2004年 - 2005年、2010年 - 2011年、2013年 - 2016年）
- ピエトロ・アマート（Pietro Amato） – ホーン（2004年 - 2005年）
- マイク・オルセン（Mike Olsen） – チェロ（2004年 - 2005年）
- コリン・ステットソン（Colin Stetson） – ホルン（2007年 - 2008年）
- ケリー・プラット（Kelly Pratt） – ホーン（2007年 - 2008年）
- マリカ・アンソニー・ショウ（Marika Anthony-Shaw） – ヴィオラ、バッキング・ボーカル（2007年 - 2011年）
- アレックス・マックマスター（Alex McMaster） – チェロ（2011年）
- ディオール・エドモンド（Diol Edmond） – パーカッション（2013年 - 2016年）
- ティウィル・デュプラテ（Tiwill Duprate） – パーカッション（2013年 - 2018年）
- マック・ボーダー（Matt Bauder） – サクソフォーン、クラリネット（2014年 - 2017年）
- スチュアート・ボギー（Stuart Bogie） – サクソフォーン、クラリネット、フルート、キーボード（2014年 - 2018年）

## ディスコグラフィ

### アルバム
| 年                                        | タイトル                          | アルバム詳細 | チャート最高位 | チャート最高位 | チャート最高位 | チャート最高位 | チャート最高位 | チャート最高位 | チャート最高位 | チャート最高位 | チャート最高位 | チャート最高位 | チャート最高位 | 認定 |
| 年                                        | タイトル                          | アルバム詳細 | CAN            | AUS            | BEL            | FRA            | GER            | IRE            | NLD            | NOR            | SPA            | UK             | US             | 認定 |
| ----------------------------------------- | --------------------------------- | --- | -------------- | -------------- | -------------- | -------------- | -------------- | -------------- | -------------- | -------------- | -------------- | -------------- | -------------- | --- |
| 2004                                      | フューネラル Funeral              | - 発売日: 2004年9月14日 - レーベル: マージ・レコード - フォーマット: CD、LP、digital download - 全米売上: 50.4万枚              | 23             | 80             | 59             | 61             | 96             | 16             | 42             | 27             | —              | 33             | 123            | - CAN: プラチナ - UK: プラチナ - US: ゴールド                                                                     |
| 2007                                      | ネオン・バイブル Neon Bible       | - 発売日: 2007年3月6日 - レーベル: マージ・レコード - フォーマット: CD、LP、digital download - 全米売上: 43.9万枚               | 1              | 7              | 5              | 9              | 11             | 1              | 13             | 3              | 14             | 2              | 2              | - CAN: ゴールド - AUS: ゴールド - IRE: 2× プラチナ - UK: プラチナ                                                 |
| 2010                                      | ザ・サバーブス The Suburbs        | - 発売日: 2010年8月3日 - レーベル: マージ・レコード - フォーマット: CD、LP、digital download - 全米売上: 76.5万枚               | 1              | 6              | 1              | 3              | 4              | 1              | 4              | 1              | 2              | 1              | 1              | - CAN: 2× プラチナ - AUS: ゴールド - BEL: ゴールド - FRA: ゴールド - IRE: プラチナ - UK: プラチナ - US: ゴールドd |
| 2013                                      | リフレクター Reflektor            | - 発売日: 2013年10月28日 - レーベル: マージ・レコード - フォーマット: CD、LP、digital download - 全米売上: 36.7万枚             | 1              | 3              | 1              | 3              | 6              | 1              | 6              | 3              | 4              | 1              | 1              | - CAN: 3× プラチナ - FRA: ゴールド - UK: ゴールド                                                                 |
| 2017                                      | エヴリシング・ナウ Everything Now | - 発売日: 2017年7月28日 - レーベル: コロムビア・レコード - フォーマット: CD、LP、cassette、digital download - 全米売上: 9.4万枚 | 1              | 2              | 1              | 3              | 5              | 1              | 2              | 11             | 2              | 1              | 1              | |
| 2022                                      | We                                | |                |                |                |                |                |                |                |                |                |                |                | |
| 2025                                      | Pink Elephant                     | |                |                |                |                |                |                |                |                |                |                |                | |
| "—"は未発売またはチャート圏外を意味する。 |                                   | |                |                |                |                |                |                |                |                |                |                |                | |

### EP
- 『アーケイド・ファイア』 - Arcade Fire (2003年)
- Live EP (Live at Fashion Rocks) (2005年)
- 『リフレクター・テープス + ライヴ・アット・アールズ・コート 2014』 - The Reflektor Tapes (2015年)

### DVD
- 『ミロワール・ノワール - ネオン・バイブル・アーカイブス』 - Miroir Noir (2009年)